# Rajd Antibes 1994
Rajd Antibes 1994 (29. Rallye d'Antibes - Rallye d'Azur) – 29. edycja rajdu samochodowego Rajd Antibes rozgrywanego we Francji. Rozgrywany był od 27 do 29 października 1994 roku. Była to dwudziesta pierwsza runda Rajdowych Mistrzostw Europy w roku 1994 (rajd miał najwyższy współczynnik - 20). Składał się z 23 odcinków specjalnych.

## Klasyfikacja rajdu
| Miejsce                         | Kierowca                     | Pilot                        | Samochód                     | Czas                         | Strata                       |                              |
| Klasyfikacja generalna i ERC    | Klasyfikacja generalna i ERC | Klasyfikacja generalna i ERC | Klasyfikacja generalna i ERC | Klasyfikacja generalna i ERC | Klasyfikacja generalna i ERC | Klasyfikacja generalna i ERC |
| ------------------------------- | ---------------------------- | ---------------------------- | ---------------------------- | ---------------------------- | ---------------------------- | ---------------------------- |
| 1.                              | Pierre-César Baroni          | Michel Bathelot              | Ford Escort RS Cosworth      | 3:57:13                      | 0.0                          |                              |
| 2.                              | Patrick Bernardini           | Dominique Savignoni          | Ford Escort RS Cosworth      | 3:57:57                      | +44                          |                              |
| 3.                              | Vanio Pasquali               | Luciano Tedeschini           | Ford Escort RS Cosworth      | 3:59:49                      | +2:36                        |                              |
| 4.                              | Alain Oreille                | Jean-Marc Andrié             | Renault Clio Williams        | 4:00:23                      | +3:10                        |                              |
| 5.                              | Philippe Bugalski            | Thierry Renaud               | Renault Clio Williams        | 4:00:30                      | +3:17                        |                              |
| 6.                              | Dominique De Meyer           | Patrick Ferré                | BMW M3 E30                   | 4:03:52                      | +6:39                        |                              |
| 7.                              | Gustavo Trelles              | Jorge Del Buono              | Lancia Delta HF Integrale    | 4:05:53                      | +8:40                        |                              |
| 8.                              | Angelo Medeghini             | Paolo Cecchini               | Lancia Delta HF Integrale    | 4:07:36                      | +10:23                       |                              |
| 9.                              | Fabien Doenlen               | Hervé Sauvage                | Peugeot 106 Rallye           | 4:13:46                      | +16:33                       |                              |
| 10.                             | Gilles Panizzi               | Hervé Panizzi                | Peugeot 106 Rallye           | 4:14:00                      | +16:47                       |                              |
| Klasyfikacja mistrzostw Francji |                              |                              |                              |                              |                              |                              |
| 1.                              | Pierre-César Baroni          | Michel Bathelot              | Ford Escort RS Cosworth      | 3:57:13                      | 0.0                          |                              |
| 2.                              | Patrick Bernardini           | Dominique Savignoni          | Ford Escort RS Cosworth      | 3:57:57                      | +44                          |                              |
| 3.                              | Alain Oreille                | Jean-Marc Andrié             | Renault Clio Williams        | 4:00:23                      | +3:10                        |                              |
| 4.                              | Philippe Bugalski            | Thierry Renaud               | Renault Clio Williams        | 4:00:30                      | +3:17                        |                              |
| 5.                              | Dominique De Meyer           | Patrick Ferré                | BMW M3 E30                   | 4:03:52                      | +6:39                        |                              |
| 6.                              | Fabien Doenlen               | Hervé Sauvage                | Peugeot 106 Rallye           | 4:13:46                      | +16:33                       |                              |
| 7.                              | Gilles Panizzi               | Hervé Panizzi                | Peugeot 106 Rallye           | 4:14:00                      | +16:47                       |                              |